# Final Battle (2011)
O Final Battle 2011 foi a décima edição do evento Final Battle, produzido pela Ring of Honor. Ele foi exibido em 23 de dezembro de 2011, sábado, no formato de internet pay-per-view e contou com Davey Richards vs. Eddie Edwards pelo Campeonato Mundial da ROH no evento principal.

## Resultados
| No.                                      | Resultados | Estipulações                                                                                                   | Duração |
| ---------------------------------------- | --- | --- | ------- |
| 1                                        | Michael Elgin (c/ Truth Martini) derrotou T.J. Perkins | Luta simples                                                                                                   | 07:25   |
| 2                                        | Tommaso Ciampa (c/ Prince Nana e The Embassy) derrotou Jimmy Rave | Luta simples                                                                                                   | 08:33   |
| 3                                        | Jay Lethal (c) derrotou El Generico e Mike Bennett (c/ Bob Evans e Maria Kanellis) | Luta tripla com eliminação pelo ROH World Television Championship                                              | 18:17   |
| 4                                        | Kevin Steen derrotou Steve Corino | Luta Sem Desqualificações com Jimmy Jacobs como árbitro especial; se Steen vencesse, poderia voltar para a ROH | 23:13   |
| 5                                        | The Young Bucks (Matt e Nick Jackson) derrotaram Future Shock (Adam Cole e Kyle O'Reilly), Caprice Coleman e Cedric Alexander, The Bravado Brothers (Lancelot e Harlem), e The All Night Express (Kenny King e Rhett Titus) | Luta Gauntlet por uma oportunidade pelo ROH World Tag Team Championship                                        | 29:36   |
| 6                                        | Roderick Strong (c/ Truth Martini) derrotou Chris Hero | Luta simples (Roderick Strong Invitational Challenge)                                                          | 16:37   |
| 7                                        | The Briscoe Brothers (Jay Briscoe e Mark Briscoe) derrotaram Wrestling's Greatest Tag Team (Charlie Haas ande Shelton Benjamin) (c)                                                                                         | Luta de duplas pelo ROH World Tag Team Championship                                                            | 13:24   |
| 8                                        | Davey Richards (c/ Kyle O'Reilly e Tony Kozina) (c) derrotou Eddie Edwards (c/ Dan Severn) | Luta simples pelo ROH World Championship                                                                       | 41:21   |
| (c) – refere-se ao campeão antes da luta | | |         |